# From Dusk Till Dawn (franquicia)
From Dusk till Dawn es una franquicia de medios que incluye tres películas, un videojuego y una serie de televisión.

## Principales personajes
- Seth Gecko
- Richie Gecko
- Santanico Pandemonium
- Jacob Fuller
- Kate Fuller
- Earl McGraw

## Películas
From Dusk till Dawn es una saga estadounidense de terror. Urdida desde la unión de talentos de Quentin Tarantino y Robert Rodriguez. Se ha generado, hasta el momento: una película, una secuela directa a vídeo, un videojuego, un cómic,  estatuas de colección, así como también una serie de televisión.
Danny Trejo es el único actor en aparecer en las tres películas originales; aunque Michael Parks apareció en ambos From Dusk till Dawn y The Hangman's Daughther. Rodriguez, Tarantino y Lawrence Bender fueron productores de las tres películas. 

### From Dusk till Dawn
From Dusk till Dawn es una película de terror y acción escrita por Quentin Tarantino y dirigido por Robert Rodriguez. Los protagonista son Harvey Keitel, George Clooney, Quentin Tarantino y Juliette Lewis. 

### Texas Blood Money
From Dusk Till Dawn 2: Texas Blood Money es una película de terror y acción estrenada el 16 de marzo de 1999. La película fue una prueba temprana de Dimension Films para el mercado directo de vídeo. Fue coescrita y dirigida por Scott Spiegel, el coescritor de Evil Dead II y director de Intruder. La película fue filmada en la locación de África del Sur e incluye cameos de Bruce Campbell and Tiffani Thiessen. Esta película ganó un Premios Saturn de la Academia de Película de Ciencia Ficción Fantasía & Terror en 1999.

### The Hangman's Daughter
From Dusk till Dawn 3: The Hangman's Daughter es una película de terror estadounidense estrenada en 1999 que sirvió como una precuela de la película de 1996 From Dusk till Dawn. Fue estrenado directamente a vídeo y fue nominado a los Premios Saturn.

### Cuarta película
A finales de 2010, se discutió la producción de una cuarta película de la serie, pero, a partir de junio de 2013, ninguna posibilidad ha sido revelada.

## Series de televisión
Rodriguez desarrolló una serie de televisión para su canal El Rey. La serie es protagonizada por Robert Patrick como Jonas Fuller, Eiza Gonzalez como Santanico Pandemonium y Don Johnson como Sheriff McGraw. La serie debutó en el El Rey en Estados Unidos el 11 de marzo de 2014, e internacionalmente en Netflix dos días más tarde.

## Videojuego
From Dusk till Dawn es un videojuego de disparos en primera persona basado en acontecimiento que suceden justo después del final de la película From Dusk till Dawn. Lanzado en 2001 por Windows, y distribuido por Cryo Interactive.